# Justin Gaethje
Justin Ray Donald Gaethje (prononcé /ˈɡeɪdʒi/), né le 14 novembre 1988, est un combattant professionnel américain d’arts martiaux mixtes qui concourt actuellement dans la catégorie des poids légers de l’Ultimate Fighting Championship (UFC).
En date du 24 mai 2020, il était à titre intérimaire, champion poids légers de l’UFC après une victoire face à Tony Ferguson. En mars 2023, Justin Gaethje est classé numéro 3 dans le classement des poids légers de l’UFC.

## Biographie

### Jeunesse et débuts amateurs
Né à Safford (Arizona), Gaethje a commencé en lutte à l’âge de quatre ans. Il a été double champion lutteur de l’État de l’Arizona en tant qu’étudiant à la Safford High School et est désigné All American de la Division I de la National Collegiate Athletic Association (NCAA) durant ses études à l’université du Nord du Colorado. Il entreprend sa carrière amateur en arts martiaux mixtes pendant qu’il est à l’université.

### Carrière en arts martiaux mixtes
Justin Gaethje passe au niveau professionnel en 2011 et se joint en 2013 à la World Series of Fighting (WSOF), dont il devient champion poids légers. Il défend cinq fois sa ceinture de la WSOF avant de quitter celle-ci pour se joindre à l’UFC, Ultimate Fighting Championship, en 2017.
Malgré ses antécédents de lutteur, Gaethje cherche rarement à effectuer des mises au sol et est reconnu pour son style de combat agressif en station debout. Il a conclu 19 de ses 22 victoires par un knockout ou knockout technique et a remporté cinq fois le prix du Combat de la soirée et quatre fois celui de la Performance de la soirée lors de ses sept combats pour l’UFC.

## Style de combat
Ayant été double champion des high schools de l’État de l’Arizona et All American en première division de la NCAA, Gaethje possède une des meilleures expériences en lutte chez les poids légers de l’UFC. Malgré sa formation et ses qualités de lutteur, il cherche rarement à effectuer des mises au sol, préférant plutôt un style de combat en station debout qui plaît au spectateur. Il est bien connu pour son incroyable puissance au knock-out et ses projections de jambe qui épuisent l’adversaire. Quand on lui a demandé, après sa défaite contre Poirier en 2018, pourquoi il n’avait pas exploité ses aptitudes de lutteur durant le combat, Gaethje a répondu « J’ai lutté toute ma vie. J’aurais dû et j’aurais pu l’entraîner au sol deux ou trois fois... Pour une raison quelconque, mon esprit ne me permet pas de le faire.... Tant qu’à me fatiguer, j’aime mieux que ce soit en me battant plutôt qu’en luttant. C’est pour cela que je n’ai jamais voulu lutter. »
Lors d’une entrevue à ESPN en 2020, Gaethje a dit s’être aperçu, après sa transition de la lutte aux arts martiaux mixtes, que même si les victoires demeuraient importantes, il pouvait gagner plus d’argent en divertissant les supporteurs. Comme il l’a affirmé, « on peut voir des types sur le circuit avec une fiche de 13-0 sur 13 décisions qui ne touchent [même] pas 5 000 $ pour combattre parce que personne ne regarde. J’ai obtenu des opportunités sur les plus grandes scènes à cause de ma manière de me battre. Il n’y a pas un moment où je n’ai pas voulu gagner une ceinture mais je voulais faire de l’argent et la façon la plus sûre d’en faire dans ce sport, c’était de faire sensation. » Selon Trevor Wittman, l’entraîneur de Gaethje, les défaites consécutives contre Alvarez et Poirier ont poussé son athlète à changer de mentalité. Bien que Gaethje demeure un combattant qui fait pression, Wittman dit qu’il prend maintenant moins de risques et choisit davantage les moments où échanger des coups de poing. « Après ces deux défaites, dit Wittman, je lui ai demandé si son objectif était encore d’être le combattant le plus sensationnel du monde. Et il a répondu ‟Pas vraiment, Coach. Je veux être un champion de l’UFC” ».
Quand on l’a interrogé sur sa stratégie lors d’un combat potentiel contre Khabib Nurmagomedov, Gaethje a dit qu’il forcerait Nurmagomedov à échanger des coups avec lui. « Rien n’arrivera aux abords de la cage. Nous nous battrons au centre de l’octogone... Je ne lutte qu’en style collégial. Je lutte très rarement en style libre. En style collégial, je pense que le plus gros point, c’est qu’on vous permet d’exposer votre dos sans concéder de points, ce qui implique des mêlées au sol. Un type comme lui, avec ce qu’il a fait toute sa vie, ne pourrait jamais exposer son dos pour se libérer d’une mise au sol parce qu’il concéderait des points, et c’est la première chose qu’on apprend en style libre, ne pas exposer son dos. Ces types-là, aussi, n’ont jamais à se mettre debout. Ils ne vont au sol que 15 secondes, puis ils se lèvent automatiquement. En lutte collégiale, on est récompensé pour se mettre debout et se dégager. On ne peut me clouer au sol. Je me mettrai debout et je disputerai les mêlées au sol différemment de ce que Nurmagomedov aura jamais connu »

## Vie privée
Gaethje détient un bachelor en services sociaux obtenu à l’université du Nord du Colorado. Il a manifesté l’intention d’être travailleur social auprès de jeunes à risques. Le patronyme Gaethje est d’origine allemande, son père étant germano-américain.
Gaethje a subi une photokératectomie réfractive en 2016 pour corriger sa vision. « J’ai déjà été aveugle, dit-il. J’avais une vision terrible. J’avais une vision de 20/60 dans un œil et de 20/200 dans l’autre. Et j’étais hypermétrope d’un œil et myope de l’autre ». Dan Hardy a affirmé dans Inside the Octagon qu’avant la chirurgie, Gaethje « avait une vision si mauvaise qu’en fait, il devait être physiquement en contact avec son adversaire pour savoir ce qu’il frappait ».

## Palmarès en arts martiaux mixtes
| 31 combats     | 26 victoires | 5 défaites |
| Par KO         | 20           | 3          |
| Par soumission | 1            | 2          |
| Sur décision   | 5            | 0          |

### Historique des combats
| Résultat | Record | Adversaire          | Méthode                                      | Événement                               | Date              | Round | Temps | Lieu                                    | Notes                                                                                                   |
| -------- | ------ | ------------------- | -------------------------------------------- | --------------------------------------- | ----------------- | ----- | ----- | --------------------------------------- | --- |
| Victoire | 26-5   | Rafael Fiziev       | Décision unanime                             | UFC 313 : Pereira contre Ankalaev       | 9 mars 2025       | 3     | 5:00  | Las Vegas, Nevada, États-Unis           | Combat de la soirée.                                                                                    |
| Défaite  | 25-5   | Max Holloway        | KO (coup de poing)                           | UFC 300                                 | 14 avril 2024     | 5     | 4:59  | Las Vegas, Nevada, États-Unis           | Perd le titre symbolique BMF de l’UFC. Combat de la soirée.                                             |
| Victoire | 25-4   | Dustin Poirier      | KO (coup de pied à la tête et coup de poing) | UFC 291                                 | 29 juillet 2023   | 2     | 1:00  | Salt Lake City, Utah, États-Unis        | Remporte le titre symbolique BMF de l’UFC. Performance de la soirée.                                    |
| Victoire | 24-4   | Rafael Fiziev       | Décision majoritaire                         | UFC 286                                 | 18 mars 2023      | 3     | 5:00  | Londres, Royaume-Uni                    | Combat de la soirée                                                                                     |
| Défaite  | 23-4   | Charles Oliveira    | Soumission (étranglement arrière)            | UFC 274                                 | 7 mai 2022        | 1     | 3:22  | Phoenix (Arizona), États-Unis           | Charles Oliveira manque la pesée de 200g, le titre des poids légers de l'UFC n’est pas mis en jeu.      |
| Victoire | 23-3   | Michael Chandler    | Décision unanime                             | UFC 268: Usman vs. Covington 2          | 6 novembre 2021   | 3     | 5:00  | New York, États-Unis                    | Combat de la soirée.                                                                                    |
| Défaite  | 22-3   | Khabib Nurmagomedov | Soumission (étranglement en triangle)        | UFC 254                                 | 24 octobre 2020   | 2     | 1:24  | Abou Dhabi, Émirats arabes unis         | Pour le titre des poids légers de l'UFC                                                                 |
| Victoire | 22-2   | Tony Ferguson       | TKO (arrêt de l’arbitre)                     | UFC 249                                 | 9 mai 2020        | 5     | 3:39  | Jacksonville, Floride, États-Unis       | Remporte le titre intérimaire des poids légers de l’UFC. Performance of the night. Combat de la soirée. |
| Victoire | 21-2   | Donald Cerrone      | TKO (coup de poing)                          | UFC Fight Night: Cowboy vs. Gaethje     | 14 septembre 2019 | 1     | 4:18  | Vancouver, Canada                       | Performance of the night                                                                                |
| Victoire | 20-2   | Edson Barboza       | KO (coup de poing)                           | UFC on ESPN: Barboza vs. Gaethje        | 30 mars 2019      | 1     | 2:30  | Philadelphie, États-Unis                | Combat de la soirée                                                                                     |
| Victoire | 19-2   | James Vick          | KO (coup de poings)                          | UFC Fight Night: Gaethje vs. Vick       | 25 août 2018      | 1     | 1:27  | Lincoln, Nebraska, États-Unis           | Performance de la soirée.                                                                               |
| Défaite  | 18-2   | Dustin Poirier      | TKO (coup de poings)                         | UFC on Fox: Poirier vs. Gaethje         | 14 avril 2018     | 4     | 0:33  | Glendale, Arizona, États-Unis           | Combat de la soirée.                                                                                    |
| Défaite  | 18-1   | Eddie Alvarez       | KO (coup de genou)                           | UFC 218                                 | 2 décembre 2017   | 3     | 3:59  | Détroit (Michigan), États-Unis          | |
| Victoire | 18-0   | Michael Johnson     | TKO (coup de poings et coup de genou)        | The Ultimate Fighter: Redemption Finale | 7 juillet 2017    | 2     | 4:48  | Las Vegas (Nevada), États-Unis          | Combat de la soirée. Performance de la soirée.                                                          |
| Victoire | 17-0   | Luiz Firmino        | TKO (arrêt du médecin)                       | WSOF 34                                 | 31 décembre 2016  | 3     | 5:00  | New York (État de New York), États-Unis | Défend le titre des poids légers WSOF                                                                   |
| Victoire | 16-0   | Brian Foster        | TKO (coup de pied à la jambe)                | WSOF 29                                 | 12 mars 2016      | 1     | 1:43  | Greeley (Colorado), États-Unis          | Défend le titre des poids légers WSOF                                                                   |
| Victoire | 15-0   | Luis Palomino       | TKO (coup de poing)                          | WSOF 23                                 | 18 septembre 2015 | 2     | 4:30  | Phoenix (Arizona), États-Unis           | Défend le titre des poids légers WSOF                                                                   |
| Victoire | 14-0   | Luis Palomino       | TKO (coup de poing)                          | WSOF 19                                 | 28 mars 2015      | 3     | 3:57  | Phoenix (Arizona), États-Unis           | Défend le titre des poids légers WSOF                                                                   |
| Victoire | 13-0   | Melvin Guillard     | Décision partagée                            | WSOF 15                                 | 15 novembre 2014  | 3     | 5:00  | Tampa, États-Unis                       | |
| Victoire | 12-0   | Nick Newell         | TKO                                          | WSOF 11                                 | 5 juillet 2014    | 2     | 3:09  | Daytona Beach, Floride, États-Unis      | Défend le titre des poids légers WSOF                                                                   |
| Victoire | 11-0   | Richard Patishnok   | TKO (poings et coudes)                       | WSOF 8                                  | 18 janvier 2014   | 1     | 1:09  | Hollywood, États-Unis                   | Gagne le titre inaugural du championnat Poids-légers WSOF                                               |
| Victoire | 10-0   | Dan Lauzon          | KO (poings)                                  | WSOF 6                                  | 28 octobre 2013   | 2     | 1:40  | Coral Gables, États-Unis                | |
| Victoire | 9-0    | Brian Cobb          | TKO (jambes)                                 | WSOF 3                                  | 14 juin 2013      | 3     | 2:19  | Las Vegas, États-Unis                   | |
| Victoire | 8-0    | Gesias Cavalcante   | TKO (arrêt médical)                          | WSOF 2                                  | 23 mars 2013      | 1     | 2:27  | Atlantic City, États-Unis               | |
| Victoire | 7-0    | Adrian Valdez       | TKO (coups de poing)                         | Rage in the Cage 164                    | 16 novembre 2012  | 2     | 0:19  | Chandler, États-Unis                    | |
| Victoire | 6-0    | Drew Fickett        | KO (coup de poing)                           | Rage in the Cage 163                    | 20 octobre 2012   | 1     | 0:12  | Chandler, États-Unis                    | Combat Catchweight (165 lb).                                                                            |
| Victoire | 5-0    | Sam Young           | Submission (étranglement arrière)            | Rage in the Cage 162                    | 29 septembre 2012 | 2     | 1:58  | Chandler, États-Unis                    | |
| Victoire | 4-0    | Marcus Edwards      | Décision unanime                             | ROF 43 : Bad Blood                      | 2 juin 2012       | 3     | 5:00  | Broomfield, États-Unis                  | |
| Victoire | 3-0    | Donnie Bell         | TKO (poings)                                 | ROF 42 : Who's Next                     | 17 décembre 2011  | 2     | 2:57  | Broomfield, États-Unis                  | |
| Victoire | 2-0    | Joe Kelso           | TKO (poings)                                 | BTT MMa 2 : Genesis                     | 1er octobre 2011  | 1     | 4:32  | Pueblo, États-Unis                      | Combat en poids légers.                                                                                 |
| Victoire | 1-0    | Kevin Croom         | KO (projection)                              | ROF 41 : Bragging Rights                | 20 août 2011      | 1     | 1:01  | Broomfield, États-Unis                  | Combat en catchweight (159 lb).                                                                         |